# Koszykówka na Letnich Igrzyskach Olimpijskich 1980
Koszykówka na Letnich Igrzyskach Olimpijskich 1980.
W finale drużyna Jugosławii zwyciężyła Włochy 86-77. Drużyna polska zajęła 7. miejsce.
Z powodu bojkotu Igrzysk przez większość państw Zachodu, w turnieju koszykarskim nie wystąpili obrońcy tytułu - drużyna USA.

## Medale

### Mężczyźni
| Mężczyźni | Złote | Srebrne | Brązowe |
| Mężczyźni | JugosławiaAndro Knego Dragan Kićanović Rajko Žižić Mihovil Nakić Željko Jerkov Branko Skroče Zoran Slavnić Krešimir Ćosić Ratko Radovanović Duje Krstulović Dražen Dalipagić Mirza Delibašić | WłochyFabrizio Della Fiori Marco Solfrini Marco Bonamico Dino Meneghin Renato Villalta Renzo Vecchiato Pierluigi Marzorati Pietro Generali Romeo Sacchetti Roberto Brunamonti Michael Sylvester Enrico Gilardi | ZSRRStanisław Jeriomin Walerij Miłosierdow Siergiej Tarakanow Aleksandr Salnikow Andriej Łopatow Nikołaj Dieriugin Siergiej Biełow Władimir Tkaczenko Anatolij Myszkin Sergejus Jovaiša Aleksandr Biełostienny Władimir Żigilij |

### Kobiety
| Kobiety | Złote | Srebrne | Brązowe |
| Kobiety | ZSRRAngelė Rupšienė Lubow Szarmaj Vida Beselienė Olga Bariszewa-Korostieliewa Tatjana Owieczkina Nadieżda Szuwajewa-Olchowa Uļjana Semjonova Ludmiła Rogożina Nelli Fieriabnikowa Olga Sucharnowa Tatiana Zacharova-Nadirowa Tatiana Iwinskaja | BułgariaNadka Gołczewa Penka Metodiewa Petkana Makaweewa Sneżana Michajłowa Wanja Dermendżiewa Krasimira Bogdanowa Angelina Michajłowa Diana Diłowa-Brajnowa Ewładija Sławczewa-Stefanowa Kostadinka Radkowa Siłwija Germanowa Penka Stojanowa | JugosławiaVera Đurašković Mersada Bećirspahić Jelica Komnenović Mira Bjedov Vukica Mitić Sanja Ožegović Sofija Pekić Marija Tonković Zorica Đurković Vesna Despotović Biljana Majstorović Jasmina Perazić |

## Reprezentacja Polski
- Dariusz Zelig
- Eugeniusz Kijewski
- Mieczysław Młynarski
- Zdzisław Myrda
- Leszek Doliński
- Ireneusz Mulak
- Justyn Węglorz
- Jerzy Binkowski
- Ryszard Prostak
- Krzysztof Fikiel
- Wojciech Rosiński
- Marcin Michalski

- Trener Stefan Majer

## Zobacz
Letnie Igrzyska Olimpijskie 1980